# Hyphaene dichotoma
Hyphaene dichotoma es una especie de palmera perteneciente a la familia Arecaceae. Es originaria de la  India donde se encuentra en peligro de extinción por la pérdida de hábitat.

## Distribución
Una palmera restringida a las zonas costeras de Gujarat y Maharashtra en la India entre las latitudes de 18 ° y 23 °.

## Taxonomía
Hyphaene dichotoma fue descrita por (Wight) Furtado y publicado en The Gardens' Bulletin Singapore 25: 301. 1970[1970].
Etimología
Hyphaene: nombre genérico que proviene de Hyphaino = "entrelazar", en referencia a las fibras en la pared del fruto.
dichotoma: epíteto latino que significa "dividir en dos"
Sinonimia
- Borassus dichotomus White	basónimo
- Hyphaene indica Becc.
- Hyphaene taprobanica Furtado	[6]